# アシルCoAオキシダーゼ
アシルCoAオキシダーゼ（acyl-CoA oxidase）は、脂肪酸代謝、α-リノレン酸代謝酵素の一つで、次の化学反応を触媒する酸化還元酵素である。
アシルCoA + O2 {\displaystyle \rightleftharpoons } trans-2,3-デヒドロアシルCoA + H2O2
反応式の通り、この酵素の基質はアシルCoAと酸素、生成物はtrans-2,3-デヒドロアシルCoAと過酸化水素である。補因子としてFADを用いる。
組織名はacyl-CoA:oxygen 2-oxidoreductaseで、別名にfatty acyl-CoA oxidase, acyl coenzyme A oxidase, fatty acyl-coenzyme A oxidaseがある。